# هارون مونس
هارون مونس (۱۳۴۳ بروجرد - ۱۳۹۳ سیدنی) با نام قبلی محمدحسن منطقی بروجردی عامل اصلی حادثه گروگان‌گیری سیدنی ۲۰۱۴ بود که در جریان گروگان‌گیری به‌دست پلیس کشته شد.
منطقی در ابتدا دانشجوی دانشگاه امام صادق بود و مقطع کارشناسی و نیز مقطع کارشناسی ارشد را به صورت نیمه‌کاره در این دانشگاه گذراند و همسر اول او نیز دختر یکی از معاونان این دانشگاه است.
او شاعر هم بود و مجموعه شعر او «درون و برون» نام دارد که در برخی کتابخانه‌های ایران و دیگر کشورها از جمله آمریکا و استرالیا در دسترس است و از طریق آمازون نیز به فروش می‌رسد.
وی به‌دلیل اختلاس ۲۰۰ هزار دلاری در یک آژانس مسافرتی در سال ۱۹۹۶ از ایران به استرالیا پناهنده شده بود و با اقداماتی همچون زنجیر کردن خود به پل سیدنی و … موفق به کسب پناهندگی از استرالیا گردید. دولت استرالیا حاضر به تحویل وی به ایران نشد.
وی در مصاحبه با رادیو ABC استرالیا در سال ۲۰۰۱ خود را از مخالفان حکومت جمهوی اسلامی و مروج نوعی اسلام لیبرال معرفی کرده که باعث شده خانواده اش از ایران ممنوع‌الخروج شوند و مدعی شد که به‌دلیل انتقاد از وزارت اطلاعات ایران دستگیرشده بوده.
او که قبلاً لباس روحانیت شیعه به تن و حتی خود را آیت‌الله معرفی می‌کرد، روز ۲۷ آبان (کمتر از یک ماه قبل از حمله‌تروریستی‌اش) در وبسایتی که منسوب به اوست نوشته‌ای منتشر کرد که حاوی حمایت او از داعش بود. حدود دو هفته بعد از آن نیز در وب سایتش نوشت که دیگر شیعه نیست. وی نوشته بود که «قبلاً رافضی بودم، اما دیگر نیستم. اکنون الحمدلله مسلمانم»
وی در استرالیا ادعای شفا دادن نیز داشت و در این ارتباط به تجاوز به زنان و کودکان متهم بود. گفته شده‌است که وی از اختلالات روانی رنج می‌برده‌است.
دولت ایران پس از کلاهبرداری و فرار وی به استرالیا در سال ۱۳۷۹ خواستار بازگرداندن وی به ایران شده بود اما دولت استرالیا اعلام کرد که چون قرارداد استرداد مجرمان با ایران ندارد امکان بازگرداندن وی نیست.
دولت ایران اعلام کرده‌است که بارها به دولت استرالیا پیرامون این فرد و ابتلای وی به بیماری روانی هشدار داده بود که از سوی دولت استرالیا نادیده گرفته شد. یک مقام آگاه به باشگاه خبرنگاران جوان گفته که وی در ایران نیز متهم به قتل بوده‌است. دولت استرالیا در حالی به این فرد با چنین سوابقی پناهندگی سیاسی اعطا کرده بود که منصور لقایی رئیس مرکز اسلامی امام حسین سیدنی را با وجود اعتراض محافل مسلمان و مسیحی اخراج کرده بود.
رهبران شیعه استرالیا نیز بارها ادعاهای وی مبنی بر روحانی بودن را شرم‌آور خوانده و تکذیب کرده بودند اما او با لباس روحانیت در مجامع مختلف حضور می‌یافت.

## سوابق

### کلاهبرداری در ایران و فرار به مالزی
او قبل از پناهندگی به استرالیا مدیر یک آژانس مسافرتی در ایران بود و قبل از ترک ایران، دویست هزار دلار از مشتریان آژانس کلاهبرداری کرد.

### پناهندگی به استرالیا
وی در سال ۱۹۹۶ از ایران به مالزی و سپس استرالیا عزیمت کرده‌است. وی با فعالیت سیاسی علیه جمهوری اسلامی در قالب روحانی شیعه و اقداماتی همچون زنجیر کردن خود به پل سیدنی و چادر زدن در مقابل پارلمان نیو ساوت ولز و ادعای اینکه دولت ایران خانواده او را گروگان گرفته تا وی را بازگرداند توانست در سال ۲۰۰۱ از دولت استرالیا پناهندگی سیاسی دریافت کند. قوانین ایران تابعیت دوگانه را نمی‌پذیرد و وی پس از تحصیل تابعیت استرالیایی غیر ایرانی محسوب می‌شود.

### محکومیت برای ارسال نامه‌های توهین‌آمیز
شیخ هارون پیش از این یک بار توسط پلیس استرالیا بازداشت شده بود، چرا که پیام‌هایی حاوی کلمات تند و خشونت‌آمیز به خانوادهٔ هفت سرباز استرالیایی که در افغانستان کشته شده‌اند ارسال کرده بود. شیخ هارون در پیامی به خانوادهٔ یکی از کماندوهای کشته‌شده در افغانستان نوشته که من متاسفم از اینکه شما فرزندتان را از دست دادید ولی متأسف نیستم که قاتل شهروندان بی‌گناه اکنون مرده‌است. هارون خود این اتهام را رد کرده‌است در حالیکه نخست‌وزیر استرالیا گفته اگر صحت اتهامات وارده اثبات شود باید گفت وی مرتکب عملی شرورانه و بزدلانه شده‌است.
وی مدعی بود که در زندان‌های استرالیا با خوراندن ادرار شکنجه شده‌است.

### اتهام دست داشتن در قتل همسر پیشین
شیخ هارون همچنین مظنون به دست داشتن در قتل همسر سابقش بوده و در رابطه با این پرونده در زمان این گروگانگیری به قید وثیقه آزاد بوده‌است.
به نوشته رسانه‌های استرالیا، مقامات به شریک زندگی شیخ هارون که امیره درودیس نام دارد و ۳۴ ساله است، مظنون هستند که نولین هایسون پل، ۳۰ ساله و مادر دو فرزند را کشته‌است. خانم پل در آوریل سال گذشته در آپارتمانش در سیدنی با ضربات متعدد چاقو به قتل رسیده بود و سپس جسدش به آتش کشیده شده بود. به گزارش رسانه‌ها، او که همسر پیشین شیخ هارون بود در آن زمان بر سر حضانت فرزندان با او دعوای سخت حقوقی داشت. شیخ هارون هم متهم شده بود که در قتل خانم پل دست داشته‌است. وکیل او به رسانه‌ها گفته بود که پرونده علیه این دو مظنون بسیار ضعیف است و هر دوی آن‌ها شاهد داشته‌اند که در زمان قتل جای دیگری بوده‌اند. در زمان گروگانگیری این دو متهم با سپردن وثیقه آزاد بودند.

### اتهام تعرض جنسی
چهل فقره تعرض جنسی از دیگر اتهامات اوست.
شیخ هارون سال‌ها پیش خود را یک «شفادهنده» معرفی کرده و در استرالیا به «شفای» مشتریان می‌پرداخت. او متهم شده بود که در جریان جلساتی که با مشتریان داشته، در چندین مورد به آن‌ها تعرض جنسی کرده و بدن آن‌ها را به شکل نامناسبی لمس کرده‌است.

### دعوت نخست‌وزیر استرالیا به مناظره
پس از پیروزی تونی ابوت در انتخابات استرالیا وی ابوت را دعوت به مناظره زنده کرده بود تا به وی ثابت کند «استرالیا به دلیل مشارکت در جنگ افغانستان مورد حمله قرار خواهد گرفت.»

### فعالیت‌های سیاسی و مذهبی در استرالیا
در شرایطی که دولت ایران از سال ۱۳۷۹ ابتلای وی به بیماری روانی و سابقه او مبنی بر کلاهبرداری را به دولت استرالیا اعلام کرده بود وی موفق به دریافت پناهندگی سیاسی از استرالیا شد. پس از آن وی به‌طور مکرر خود را روحانی خوانده و از لباس روحانیت استفاده می‌کرد و به فعالیت سیاسی علیه جمهوری اسلامی نیز می‌پرداخت. سال ۲۰۱۱ وی با لباس روحانیت در کنفرانسی با عنوان «خیزش در جهان اسلام» شرکت کرده بود. رهبران شیعیان استرالیا ادعای آیت‌الله بودن وی را دو سال قبل تر و در سال ۲۰۰۹ شرم‌آور خوانده و تکذیب کرده بودند.
این کنفرانس توسط حزب التحریر در استرالیا برگزار گردیده بود.

#### واکنش رهبران شیعیان استرالیا
در شرایطی که وی خود را به عنوان روحانی و آیت‌الله و رهبر مذهبی به رسانه‌های استرالیا معرفی و برخی رسانه‌ها نیز با وی مصاحبه می‌کردند در سال ۲۰۰۹ رهبران شیعه استرالیا ادعاهای وی را تکذیب کردند. در سال ۲۰۰۹ کمال معصومی رهبر مجلس عالی شیعیان استرالیا از پلیس این کشور خواسته بود دربارهٔ ادعاهای هارون مونس مبنی بر رهبری مذهبی بودن و آیت‌الله بودن تحقیق کند. او گفت که در استرالیا اساساً فردی با سطحی که در مذهب تشیع «آیت الله» خوانده می‌شود نداریم. شیعیان استرالیا ادعاهای وی را شرم‌آور خواندند. اما تمام این هشدارها نادیده گرفته شد.
رهبران شیعیان استرالیا به گاردین گفتند که وی در لباس روحانیت خنده‌دار بود. ما برای ۲۰ سال هیچگاه او را در محافل شیعه ندیده و نمی‌شناختیم. وی زمانی ادعای روحانیت داشت و زمانی ادعای تسلط به سحر در حالیکه سحر در اسلام حرام است.

## مرگ
شیخ هارون در آذرماه ۱۳۹۳ (دسامبر ۲۰۱۴)، در جریان حادثه گروگان‌گیری سیدنی ۲۰۱۴ پس از گروگانگیری چند شهروند استرالیایی در شهر سیدنی به دست پلیس کشته شد.

## واکنش‌ها در ایران

### واکنش وزارت خارجه ایران
سخنگوی وزارت امور خارجه ایران این حمله را محکوم کرد و گفت توسل به شیوه‌های ضد انسانی و ایجاد رعب و وحشت به‌نام دین رحمانی اسلام تحت هیچ شرایطی توجیه‌پذیر نیست. او همچنین دربارهٔ این پناهنده ایرانی افزود: «سوابق و شرایط روحی روانی این فرد که نزدیک به دو دهه قبل به استرالیا پناهنده شده، مکرراً با مقامات استرالیا مطرح شده‌است و وضعیت وی برای مسوولان ذی‌ربط آن کشور کاملاً روشن بوده‌است.»

### واکنش فرمانده پلیس ایران
احمدی مقدم در ۲۵ آذر ۱۳۹۳ گفت: «این آدم کلاهبردار بوده و برای اینکه پناهندگی بگیرد ادعای سیاسی بودن و روحانیت کرده‌است اما همان‌طور که گفتم ما اعلام آمادگی برای همکاری با پلیس استرالیا را کرده‌ایم… نمی‌خواهیم بگوییم که استرالیا پشت این کار بوده اما به نظر می‌رسد دست‌هایی پشت پرده است و کشورهای غربی قصد دارند تا با مرتبط کردن این موضوع با ایران کم‌کاری‌های خودشان در مقابله با تروریست را به حاشیه ببرند در حالی که موضع جمهوری اسلامی در این خصوص کاملاً روشن است… اگر آن موضوع را آن زمان به درستی پیگیری کرده بودند، امروز شاید چنین اتفاقی نیز رخ نمی‌داد با این وجود ما آمادگی خود برای همکاری با پلیس استرالیا را اعلام کرده‌ایم.»
فرمانده پلیس ایران همچنین گفت: «امروز در استرالیا با توجه به این اطلاعات ادعا کرده‌اند که این گروگانگیر ایرانی است اما اثر انگشت این فرد را ما نداریم، با این وجود از طریق اینترپل به آنان اعلام کردیم که اثر انگشت را برای ما بفرستند و ما حتی آمادگی داریم که از طریق ارسال نمونه DNA و تطبیق آن با خانواده این فرد صحت موضوع را بررسی کنیم. احمدی مقدم با تأکید بر اینکه در صورت صحت موضوع این ماجرا نشان دهنده عدم همکاری در استرداد مجرمان است، گفت: عدم همکاری این مسائل را نیز در پی دارد.»

### واکنش رسانه‌های ایران
روزنامه همشهری در مقاله‌ای به قلم سید محمد مرندی استادیار دانشگاه تهران از رسانه‌های غربی به دلیل بزرگنمایی ادعای خود خوانده روحانیت وی و نادیده انگاشتن سایر اقدامات او از جمله خروج از تشیع و پناهندگی به استرالیا انتقاد کرد.

### واکنش معاونت حوزه علمیه قم
معاونت بین‌الملل حوزه علمیه قم وجود مبلغی شیعی و روحانی با نام محمدحسن منطقی و شیخ هاورن و هارون مونس را نفی کرده و این گونه شخصی را در میان روحانیون معاصر شیعه نفی کرده و او را روحانی نمی‌داند. همچنین به سبب ارتباط معاونت بین‌الملل حوزه با نهادهای شیعی بین‌المللی و از جمله استرالیا، نهادهای شیعی استرالیا نیز در تماس با معاونت بین‌الملل بر نفی روحانی بودن هاورن مونس (منطقی بروجردی) تأکید کرده‌اند.

## ادعای عضو گروه مجاهدین خلق
روزنامه استرالیایی «آستریلین» در گزارشی اعلام کرد هراون مونس از اعضای مجاهدین خلق بوده‌است. هر چند در واکنش به این خبر، این سازمان هرگونه ارتباطی را با این فرد تکذیب کرد.

## شیخ هارون در اخبار جهان
- گزارش خبری "ای بی سی"
- روزنامه انگلیسی "دیلی تلکراف"
- وب گاه انگلیسی اخبار "هرالد سان"
- اخبار انگلیسی "ای بی سی"
- اخبار انگلیسی "دی ایج"
- روزنامه انگلیسی "سیدنی مرنینگ هرالد"
- اخبار انگلیسی "ام اس ان"
- تصاویر شیخ هارون در وب گاه "آسیو شیتد پرس"
- اخبار عربی "الجزیره"
- اخبار عربی "الحیات"
- اخبار عربی "العنکبوت"[پیوند مرده]
- ویدیو (تلویزیون عربی امارات) در یوتیوب